# متانول‌آمین
متانول‌آمین (به انگلیسی: Methanolamine) یک ترکیب شیمیایی است. شکل ظاهری این ترکیب، مایع بی‌رنگ است.